# جيمي كرسبو
جيمي كرسبو (بالإنجليزية: Jimmy Crespo)‏ هو ملحن وموسيقي وكاتب أغاني وعازف قيثارة أمريكي، ولد في 5 يوليو 1954 في بروكلين في الولايات المتحدة.

## وصلات خارجية
- الموقع الرسمي
- جيمي كرسبو على موقع IMDb (الإنجليزية)
- جيمي كرسبو على موقع ميوزك برينز (الإنجليزية)
- جيمي كرسبو على موقع أول ميوزيك (الإنجليزية)
- جيمي كرسبو على موقع ديسكوغز (الإنجليزية)